# Lee Mack

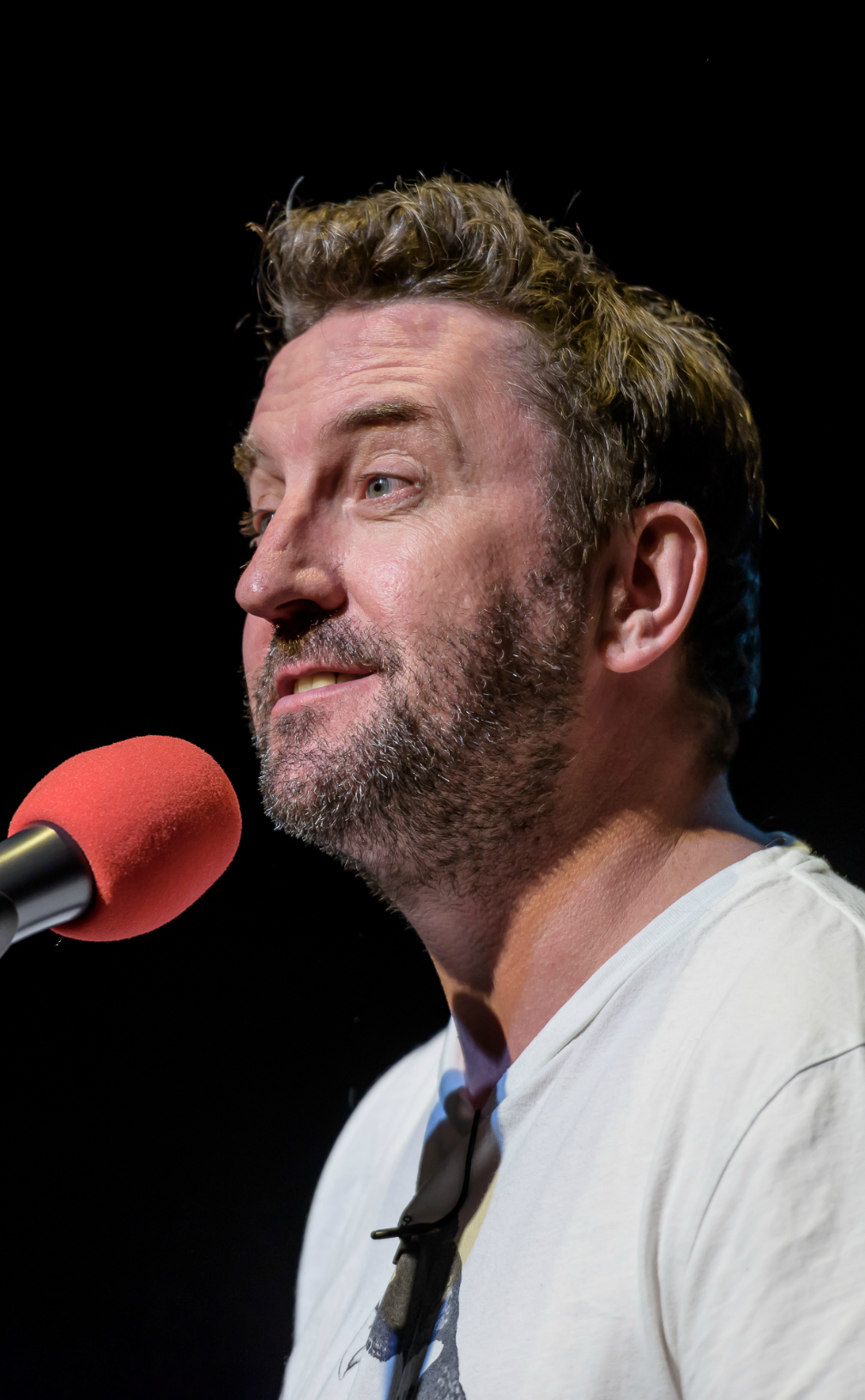
Lee Mack (2015)

Lee Gordon McKillop (geb. 4. August 1968), bekannt unter seinem Künstlernamen Lee Mack, ist ein englischer Komiker und Schauspieler.
Er ist bekannt für seinen schnellen Witz. Er schrieb und spielte die Hauptrolle in der Sitcom "Not Going Out", war Teamkapitän der BBC One-Comedy-Panelshow "Would I Lie to You?", moderierte die Sky One-Panelshow "Duck Quacks Don't Echo", präsentierte die Panelshow "They Think It's All Over" und moderierte "Freeze the Fear" mit Wim Hof an der Seite von Holly Willoughby. Seit 2022 moderiert er die ITV-Spielshow "The 1% Club". Mack war 2021 in der 11. Staffel von Taskmaster zu sehen.